# 篩板 (クモ)

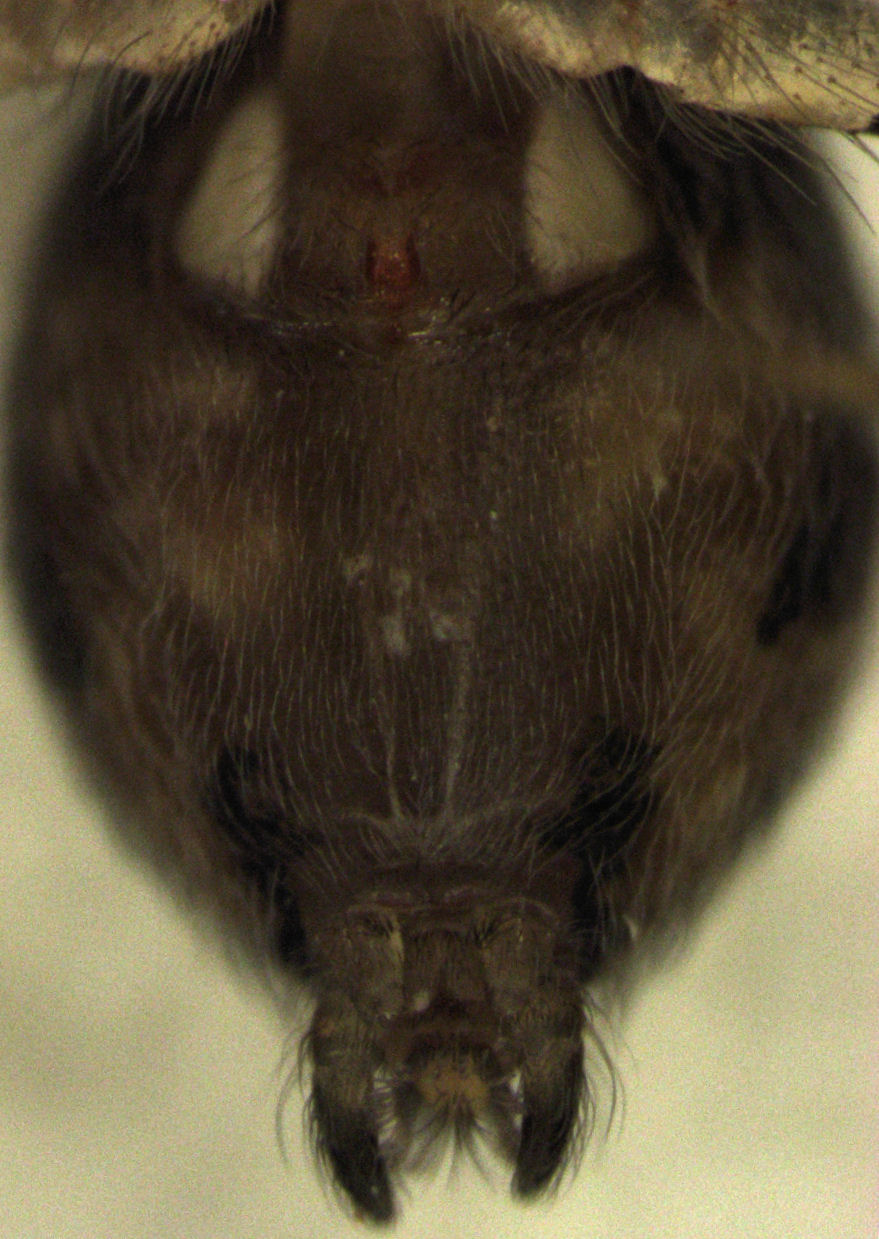
チリグモの腹部腹面・糸疣の前にある、左右に並んだ赤っぽいものが篩板

篩板（しばん）は、クモ目の持つ糸を出す器官の一つで、板状のものである。かつては篩疣と呼ばれたこともある。篩板から出す糸を梳糸（そし）と言う。篩板を持つクモ類は他にも共通する構造がある。またそれらは篩板類と呼ばれ、かつては一つの系統に属すと考えられた。それらも含めてここに記述する。

## 概説
クモ類は腹部下面に糸を出す器官を持つ。普通はこれを出糸突起、糸疣などと呼び、円筒形や円錐形など、突出した形をしている。しかし、一部のクモ類ではそれらの対の前に平板状の出糸器官を持ち、これが篩板である。
篩板から作られる糸は単純な一束の糸ではなく、周囲に微細な繊維を纏ったもので、これを梳糸（そし）という。これは粘液を含まないが昆虫などの獲物に粘着する働きがある。篩板を持つクモは第4脚に毛櫛（もうしつ）を持ち、これによって梳糸を作る。
篩板を持つクモは普通のクモ類の中にのみ見られ、その中でごく原始的なものから円網のような高度に発達した網を張るものまでが含まれるが、それを持たないものより遙かに種数は少ない。これらはそれを持たないものとは別の系統をなし、並行的に進化したとの考えから、それらを一つの群として扱う分類体系がかつては主流であった。だが、現在ではこれを認めない考えが主流になりつつあり、しかし議論は終了していない。

## 構造
クモ目の中で、もっとも原始的とされるハラフシグモ科では糸疣は腹部中央下面に4対あり、これらは腹部第4節と第5節の附属肢の内肢と外肢に由来するとされる。地中性の原始的なものではない、普通のクモ類（クモ下目）においては、糸疣が腹部後端、肛門の前にある。通常は3対あり、前から前疣・中疣・後疣と言うが、これはハラフシグモ科における前方内側のものが退化した結果とされる。
ウズグモ科など一部のクモでは、この3対の糸疣の前に、平らな出糸器官があり、これが篩板 (cribellum) である。古くは篩疣（しゆう）といった。篩板は扁平な多孔性の板であり、横長の楕円形をしている。中央で左右に二分されているもの（分節篩板）と、区切りがない単一篩板がある。その表面には微小出糸管が極めて多数並んでいる。これらの出糸管は腹部内部で特有の糸腺である篩板腺に繋がっている。

### 相同関係
上述のようにクモの糸疣は先祖的な形態では四対あり、普通のクモ類ではそのうち前方内側の対が退化したものと考えられる。その位置は篩板のある位置に当たる。また、三対の糸疣を持つものでも、その前疣の間、少し前に小さな突起を持つものがあり、これを間疣（かんゆう、colulus）と言う。これには糸を出す機能がないが、これらはいずれも相同のものであると考えられる。他方で、篩板に続く糸腺である篩板腺は、他の糸腺とは起源を異にするとの説もある。

### 関連する構造
篩板を持つものは原則として歩脚に毛櫛（もうしつ、calamistrum）と呼ばれる構造がある。これは先端が曲がった毛がぎっしりと揃って並び、櫛のようになった構造であり、第四脚の蹠節の背面内側の縁沿いに一ないし二列存在する。これは後述するように篩板から梳糸を繰り出す為に使われる。

## 梳糸

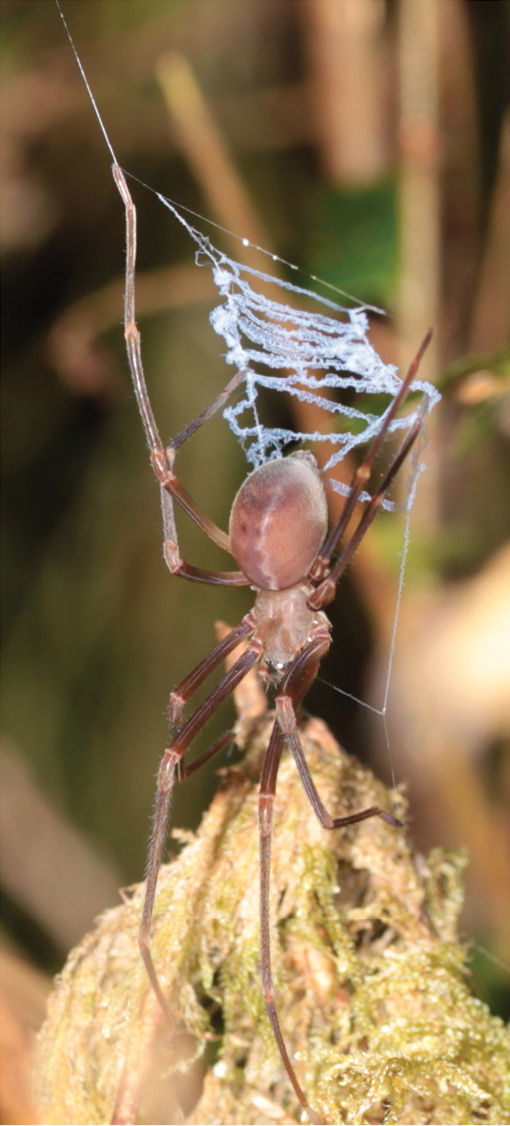
Progradungula otwayensis（ハガクレグモ科）
白いふわふわしたものが梳糸

篩板から出される糸を梳糸（そし、hackled band）と言う。絹糸帯とも呼ばれた。これは粘着性があり、獲物の昆虫などを捕らえるのに使われる。
例えばコガネグモ科に典型的な円網は放射状に張られた縦糸と、細かな螺旋状に張られた横糸からなり、この横糸に粘液球があって昆虫を粘り着かせて捕らえる。この粘液は集合腺という糸腺の一つから出る。これに対して、ウズグモ科のものも円網を張るが、この場合の横糸はこの梳糸で作られている。このようなクモでは集合腺を持たず、粘液を纏った糸は作れない。その代わりに、篩板からは極めて細い糸が紡ぎ出される。クモはこれを歩脚にある毛櫛で梳き取るようにし、その結果、このごく細い糸がたくさんまとわりついた糸を作る。これは見かけでは白くふわふわした糸に見える。獲物の昆虫は、この糸に毛や突起が絡んで捕まるとも、糸表面の物理的原因で粘着するともいわれる。
ウズグモ類の網における横糸では、この糸にはまず二本の並行して走る地糸（軸糸）があり、これは後疣から引き出されたものである。その地糸の回りには、非常に細かくて縮れた糸がまとわりつき、これをパフと呼ぶが、この細かい糸が篩板から引き出されたものである。その太さは0.01 μmともいわれる。さらにもう一つ、中疣から出される微小繊維がこの糸には含まれ、これは地糸二本に沿って並び、これをまとめる働きをするともいわれる。篩板を持つクモで円網を張らないクモでは、その網のあちこちに類似の梳糸が張られており、それが獲物を捕らえる役割を担う。

### 梳糸の効果
梳糸は、上記のように粘球を持つ糸、粘糸と同じ役割を果たすものである。だが、その効果には幾つかの違いがある。
一つには、粘糸に比べ、生産するのにより多くのエネルギーが必要であり、その粘着力はより劣る、という面である。梳糸からなる円網と粘糸からなる円網を比較した研究では、体重当たりの糸の投資量は差がないものの、糸や網の粘着力では粘糸の網が遙かに高い、との結果がある。しかも、その差はクモの体重が大きいほど大きくなる。これは、篩板を持つクモの種数が少なく、大型種を含まないことの理由であると考えられる。Opellは粘糸の「開発」を『キー・イノベーション（鍵となる革新）』であると述べている由。つまり、クモは粘糸を作り出せたことで大型化、多様化が可能になったとするものである。
他方で、粘糸は乾燥によって劣化し、その粘着力が著しく低下するのに対し、梳糸は乾燥に強く、その粘着力が長時間維持される。小野は篩板は乾燥や高温への適応として発達したとの考えを示している。

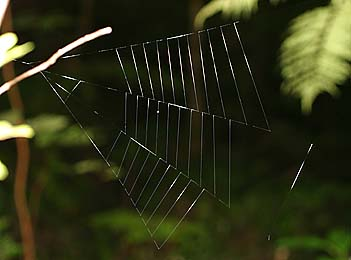
オウギグモの網（三角網・梳糸円網の一部とほぼ同じ）
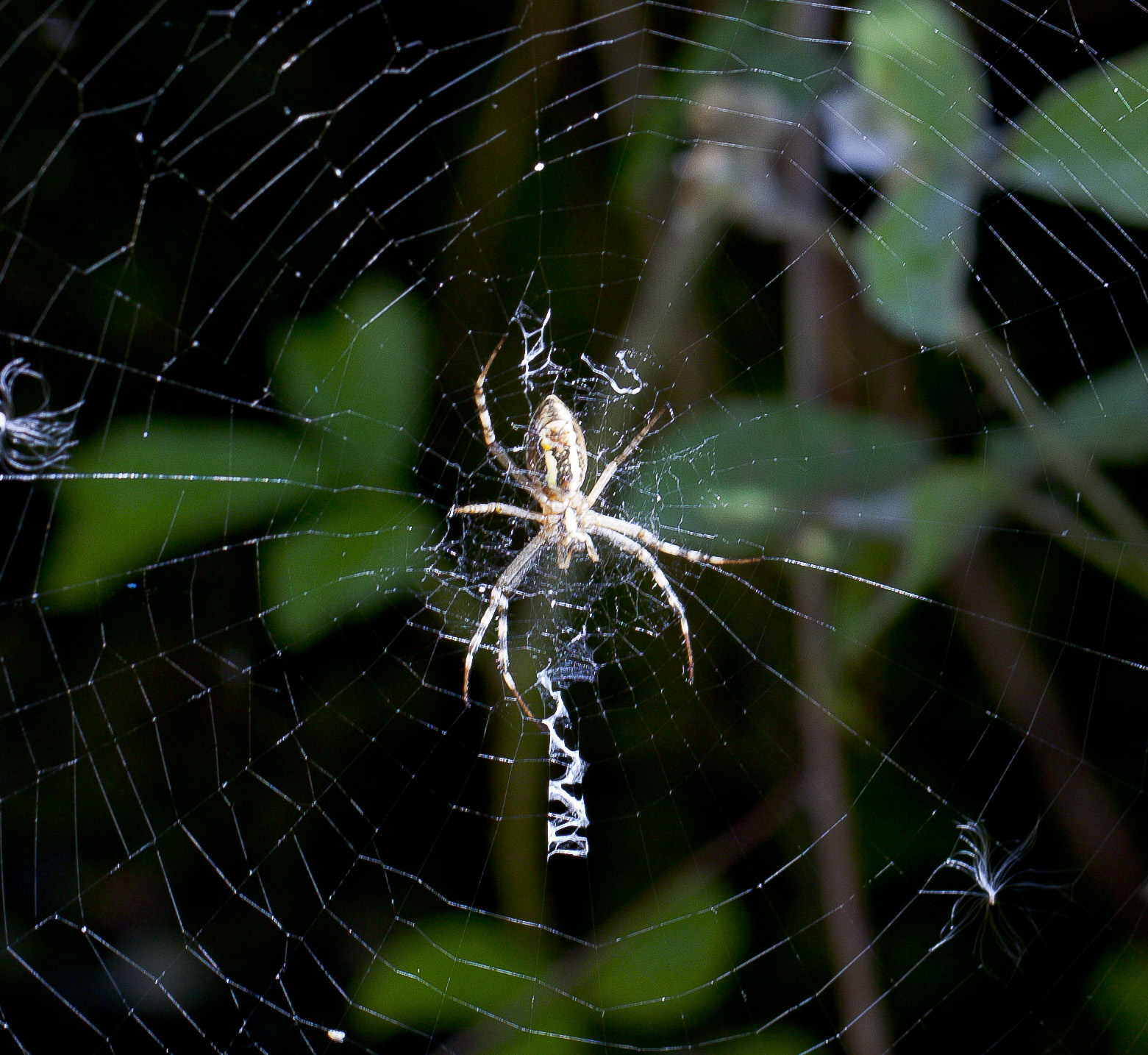
ナガコガネグモの網（粘糸円網）

## 分類
篩板を持つクモは、分類体系によって異なるが、科の数にしてクモ全体のほぼ四分の一になる。ただし、種数においては無篩板のものが数十倍も多い。
以下に篩板を持つ群を挙げておく。分類体系は小野編著(2009)による。
- Paleocirbellatae 古篩板類
  - Hypochilidae エボシグモ科
  - Austrochilidae ムカシボロアミグモ科
  - Gradungulidae ハガクレグモ科
  - Filistatidae カヤシマグモ科
- Neocribellatae 新篩板類
  - Eresoidea イワガネグモ上科
    - Eresidae イワガネグモ科

  - Oecobioidea チリグモ上科
    - Oecobiidae チリグモ科

  - Dictynoidea ハグモ上科
    - Phyxelidae トゲガケジグモ科
    - Amaurobiidae ガケジグモ科
    - Titanoecidae ヤマトガケジグモ科
    - Dictynoidae ハグモ科
    - Psechridae ボロアミグモ科
    - Stiphididae ナキタナアミグモ科
    - Amphinectidae ヨミチグモ科
    - Nicodamidae アカクログモ科
    - Tengeliidae ヘリツメグモ科
    - Zorocratidae アメリカヘリツメグモ科
    - Zoropsidae スオウグモ科

  - Uloboroidea ウズグモ上科
    - Uloboridae ウズグモ科
    - Deinopidae メダマグモ科

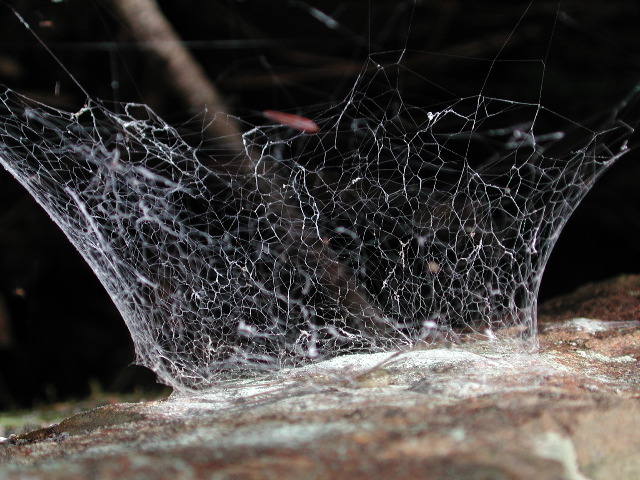
エボシグモ属の1種の網（エボシグモ科）
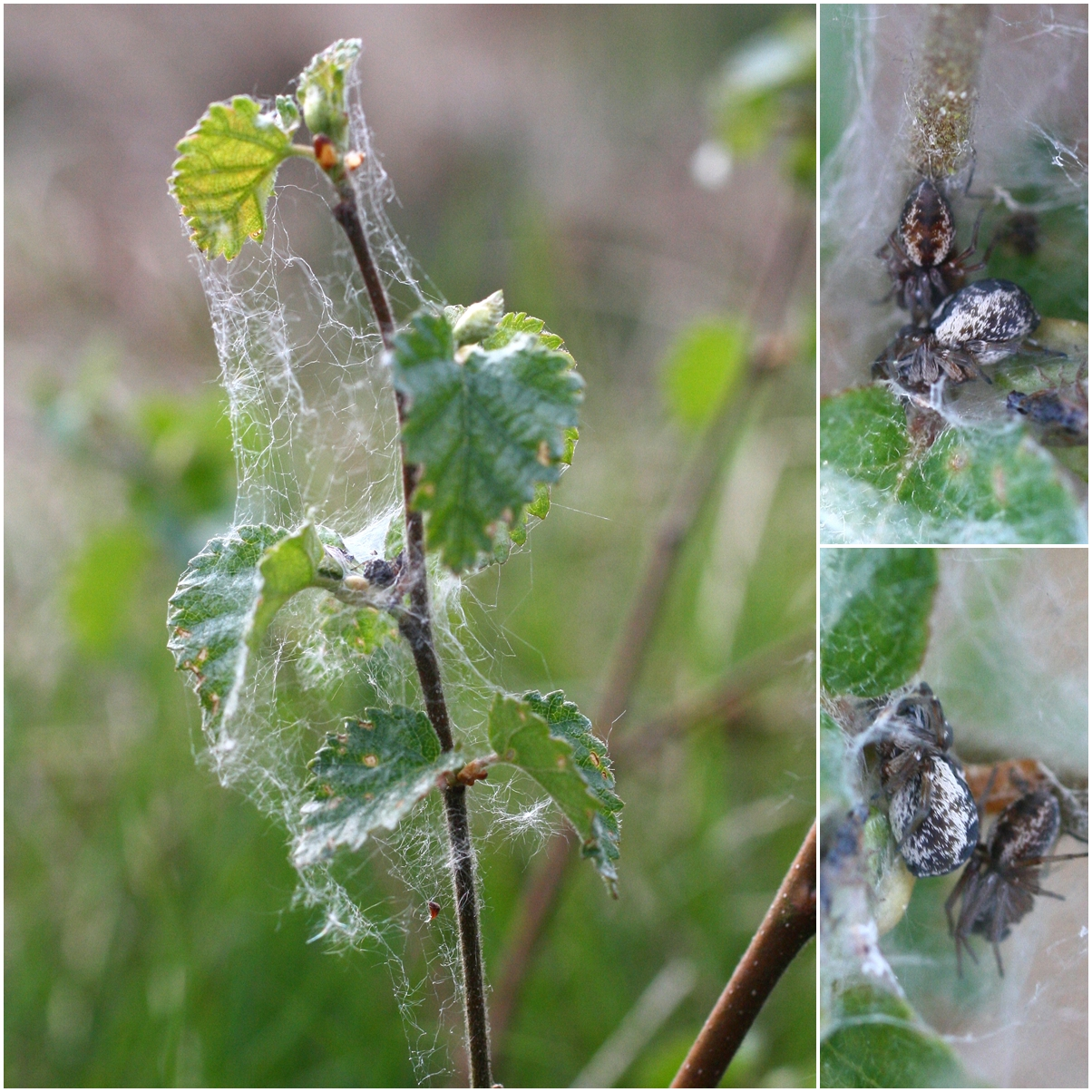
ハグモ属の1種の網（ハグモ科）
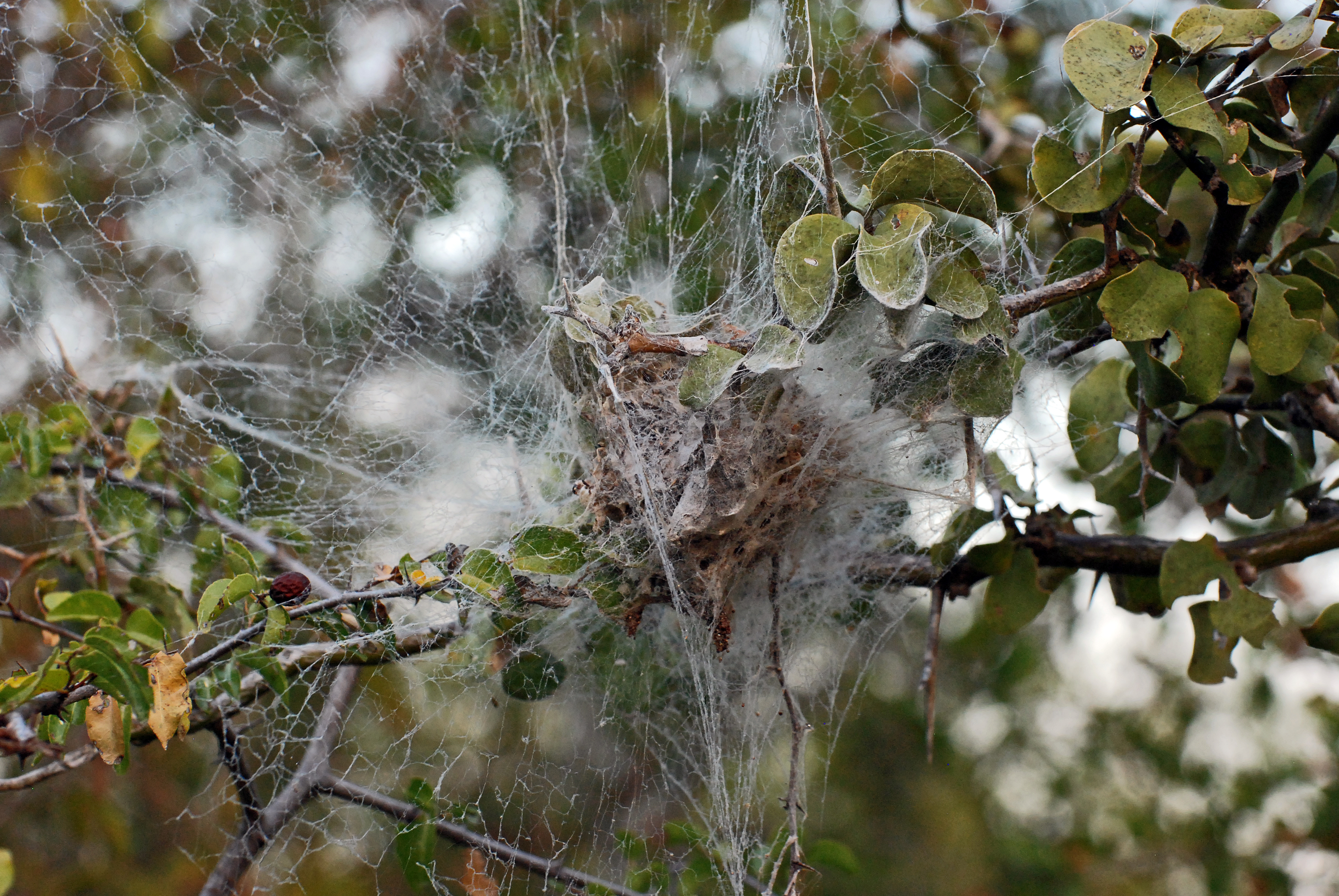
Stegodyphus sp. の網（イワガネグモ科）
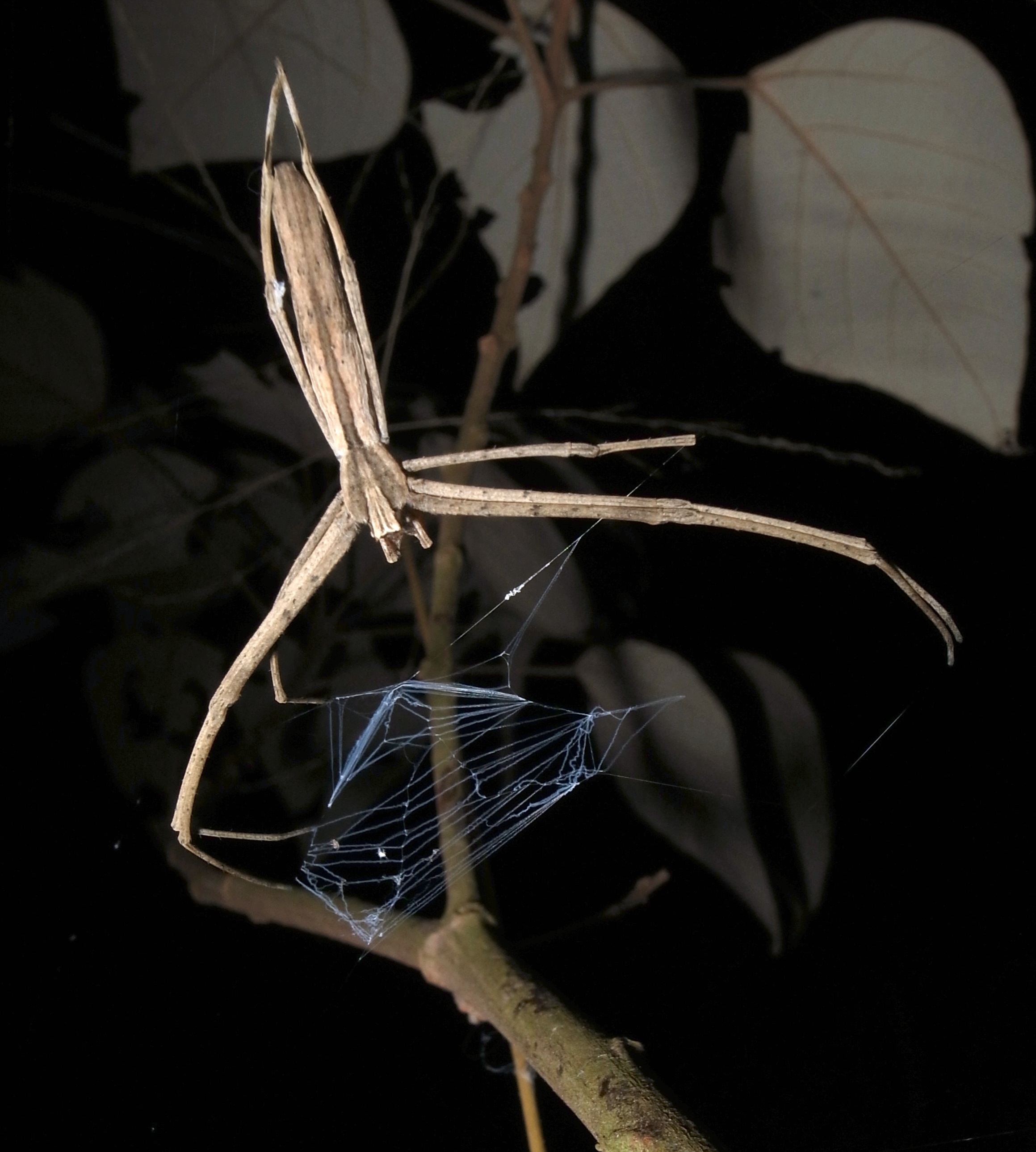
メダマグモ属の1種の網（メダマグモ科）

## 系統との関係
篩板を持つクモは、普通のクモ類（クモ下目）に限られる。その中で、クモ類には網で獲物を捕らえる造網性のものと、網を張らずに獲物を捕らえる徘徊性のものがあるが、篩板を持つもののほとんどが造網性である。網の構造の進化はクモ類の進化を考える上では大きな問題である。一般に網の進化については糸で縢った巣穴の入り口から広がる形が元であり、次第に網が空中に広がり、立体的になり、形を整えて円網になったと考えられている。このような観点で見ると、篩板を持つクモにも持たないクモにもこれらの系列に当たる各段階のものが見られる。さらに投網を使うメダマグモ科のような特殊化したものさえある。
体の構造では、生殖器官の構造が簡単な単性域類とより複雑な完性域類の類別があるが、篩板を持つものも持たないものもこの両方に当たるものがある。クモ下目でもっとも原始的な形態をとどめているとされるのは、書肺を二対持つなどの特徴を持つエボシグモ科などであるが、これは篩板を持っている。
このような観点から、篩板を持つクモは、そうでないものとは別の系統をなし、それぞれ独自の進化を遂げ、その中で収斂的にそれぞれ独自に円網を作るに至った、との考えが成立する。このような考えから、普通のクモ類を、篩板の有無によって大きく二分する分類体系が採用された。例えば八木沼は普通のクモ類（当時は新蛛亜目と呼んだ）をまず篩板類 (Cribellatae）と無篩板類 (Ecribellatae) に分けた。
これに対して、フィンランドの Lehtinen は篩板類の研究から、複数の系統でそれぞれ独自に篩板が退化したのではないかとの判断を得た。彼はこの判断から篩板の有無による大別に疑問を唱え、それを契機に様々な問題が指摘されるようになった。例えばヒラタグモ科とチリグモ科は篩板の有無を別にすれば極めてよく似ており、これを別系統と見ていいか、といった疑問である。それに基づく研究の進展と、それに分岐分類学の導入により、クモ類の分類体系は大きく見直されることになった。その結果、篩板の有無による大別を非とする体系が唱えられた。それによるとウズグモ科とコガネグモ科は単系統に含まれ、円網を作る群は一つにまとまる。見方としては普通のクモ類はまず篩板を持って進化、多様化し、その後に複数の系統で篩板を退化させ、無篩板となった群が多様化を繰り広げた、というものとなる。
ただし、これには未だに異論があり、篩板の有無をより重視する考えは、特に日本で根強い。小野編著(2009)は系統・分類の章において、その解説のかなりの部分を篩板の有無の判断の問題に費やしている。それによると篩板はハラフシグモ類の前内疣に由来するが、これは元来糸を出す機能がなかったらしいこと、その糸腺が他のものと異質であること等を指摘、また、例えばヒラタグモ科とチリグモ科の類縁を示すとする特徴が必ずしも重要でないこと、上記の説では篩板の成立は一回のみとなるが、その判断が恣意的であること、分子系統が必ずしも上記の説を支持しないことなどを述べている。その上で彼は篩板が高温乾燥への適応として複数回に独自の進化で形成された、つまり篩板類は多系統であるとの判断に立ち、篩板の有無で分類群を大別する体系を示している。彼の体系では篩板を持つ群は単性域類の古篩板類と完性域類の新篩板類の二つにまとめられている。